# Dieudonné Kwizéra
Dieudonné Kwizéra (* 8. Juni 1967) ist ein ehemaliger burundischer Leichtathlet, der sich auf den Mittelstreckenlauf spezialisiert hatte.

## Sportliche Laufbahn
Kwizéra trat bei den Olympischen Sommerspielen 1996 in Atlanta an. Im 1500-Meter-Lauf schied er im Vorlauf aus. Er diente auch als Fahnenträger der burundischen Mannschaft bei der Eröffnungszeremonie. Sein größter Erfolg war die Bronzemedaille im 800-Meter-Lauf bei den Afrikaspielen 1987 in Nairobi. Auch beim IAAF Grand Prix Final 1988 erreichte er einen dritten Platz.